# Cynoglottis barrelieri
Cynoglottis barrelieri (воловик Баррельє як Anchusa barrelieri) — вид рослин з родини шорстколисті (Boraginaceae), поширений у Європі й західній Азії.

## Опис
Багаторічна рослина 30–80 см, коротко-волосиста. Чашечка дрібна, 2–4 мм довжиною, при плодах до 6 мм довжиною, зубці її тупі. Віночок фіолетово-блакитний, його трубка ≈ 2 мм довжиною. Горішки ≈ 3.5 мм довжиною, довгасто-зморшкуваті та дрібно-бородавчасті, розсіяно-волосисті. Листки ланцетні, цілокраї. Віночок діаметром 6–10 мм. 2n=16, 18.

## Поширення
Поширений у південній і центральній Європі (Угорщина, Словаччина, Білорусь, Молдова, Україна, Албанія, Болгарія, Хорватія, Греція, Італія, Румунія, Сербія), західній Азії (Туреччина).
В Україні вид зростає у вапнякових і кам'янистих місцях, серед чагарників — зрідка в Карпатах і Прикарпатті та б.-м. часто в Опільських лісах, а також західному та Правобережному Лісостепу.